# ハワード・O・ローレンツェン (ミサイル追跡艦)
USNS ハワード・O・ローレンツェン（英語: USNS Howard O. Lorenzen, T-AGM-25）は、アメリカ海軍のミサイル追跡艦。

## 艦歴
2006年9月にミシシッピ州のパスカグーラにあるVT・ハルター・マリーン社が艦の建造者として選ばれ、2008年8月に起工した。10月にはアメリカ合衆国の電子偵察（ELINT、エリント）能力の向上に努め、今は故人となった合衆国海軍研究所（英語: US Naval Research Laboratory、略称：USNRL）の電気技師の名前から"USNS Howard O. Lorenzen"と命名された。
2003年にはコブラ・ジュディ・レーダーに替わる新型レーダーの開発が1億3300万米ドルの予算で決定された後、レイセオンが主契約社、ノースロップ・グラマンが協力メーカーにそれぞれ選ばれ、本艦の建造と並行して開発が行なわれた。
本艦の就役は2012年1月10日であり、就役後50年以上も経過し老朽化した「オブザヴェーション・アイランド」（英語: USNS Observation Island, T-AGM-23）の後継である。本艦もオブザヴェーション・アイランドと同様にアメリカ海軍の海上輸送司令部（英語: Military Sealift Command, MSC）に所属し、海軍軍人と民間技術者の手でアメリカ空軍の支援を得た任務を実施する。

## 特徴

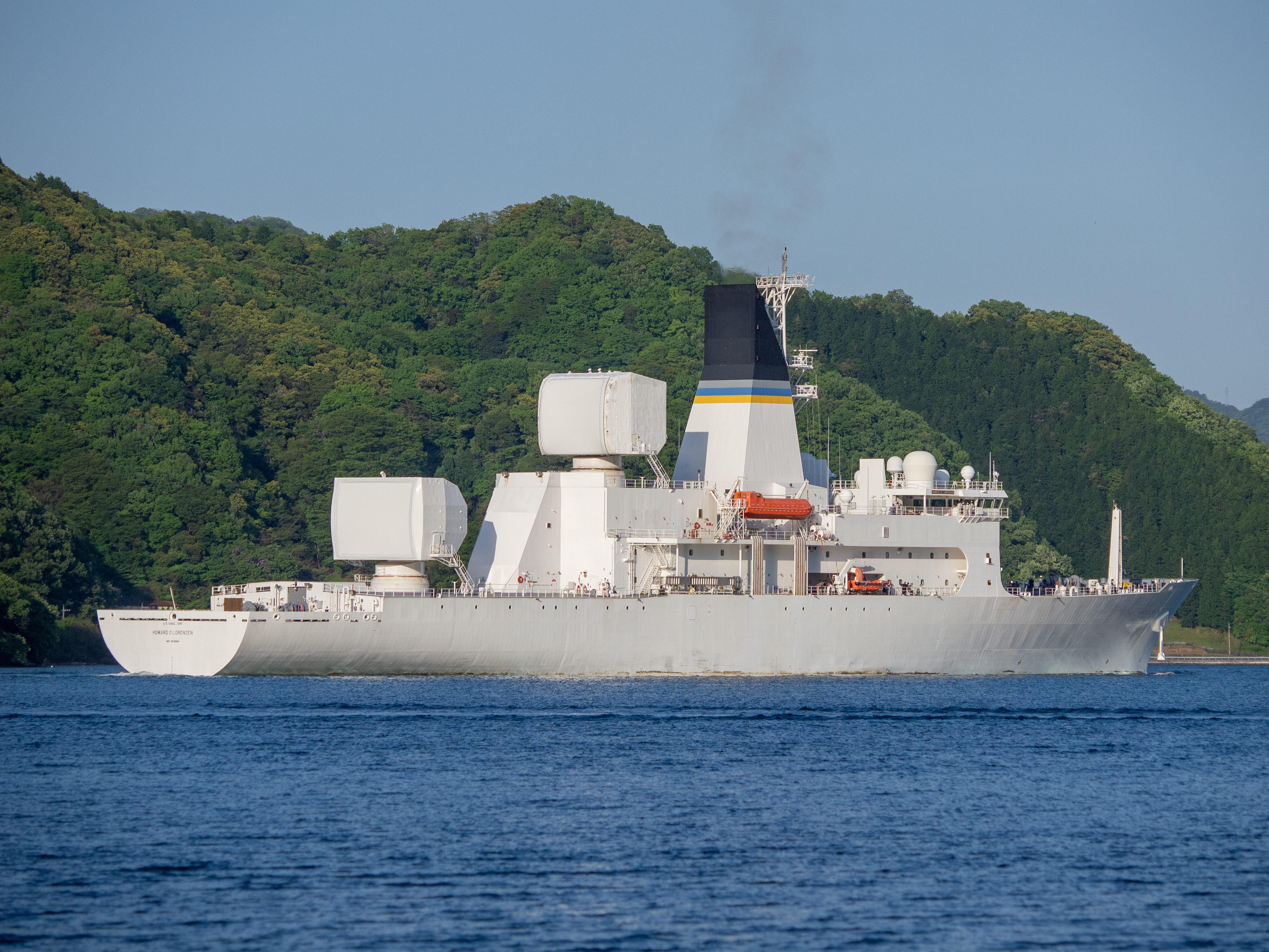
右後方から。大型のXバンドレーダーが目立つ。

アメリカ海軍の完成予想図では主要な観測用レーダー装置として、艦首楼部分にテレメトリー（遠隔測定）電波受信用アンテナの球状レドームを前後2個と、船体中央部には巨大な平面状のアンテナ1面が旋回式と見られる台座に斜めに取り付けられたものが少し離されて前後2基備わっており、中央のレーダーは前がXバンド、後のものがSバンドとされている。前に位置するやや小型のXバンドとされるアンテナは上下方向の仰俯角が変更できるように見えるため、フェーズド・アレイ式ではない可能性が高く平面式ではなくパラボラ式の可能性もある。
船体中央の乾舷が低く華奢な印象を受ける半面、船体長の4分の1ほどを占める後部にそびえる上構部分の船室6階+ブリッジ部2階という大きさが目立つ。

## ギャラリー

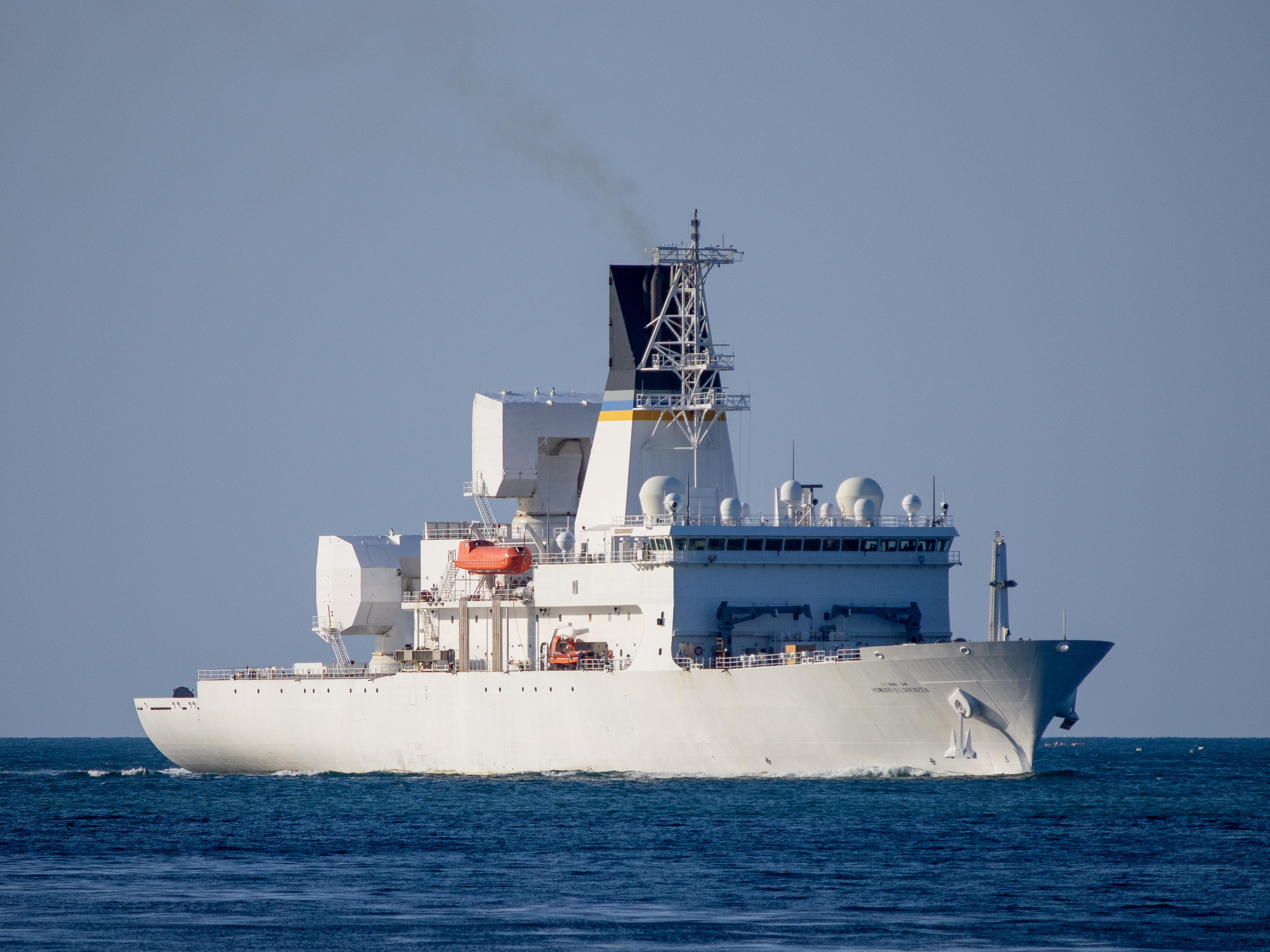
舞鶴港口の若狭湾にて。
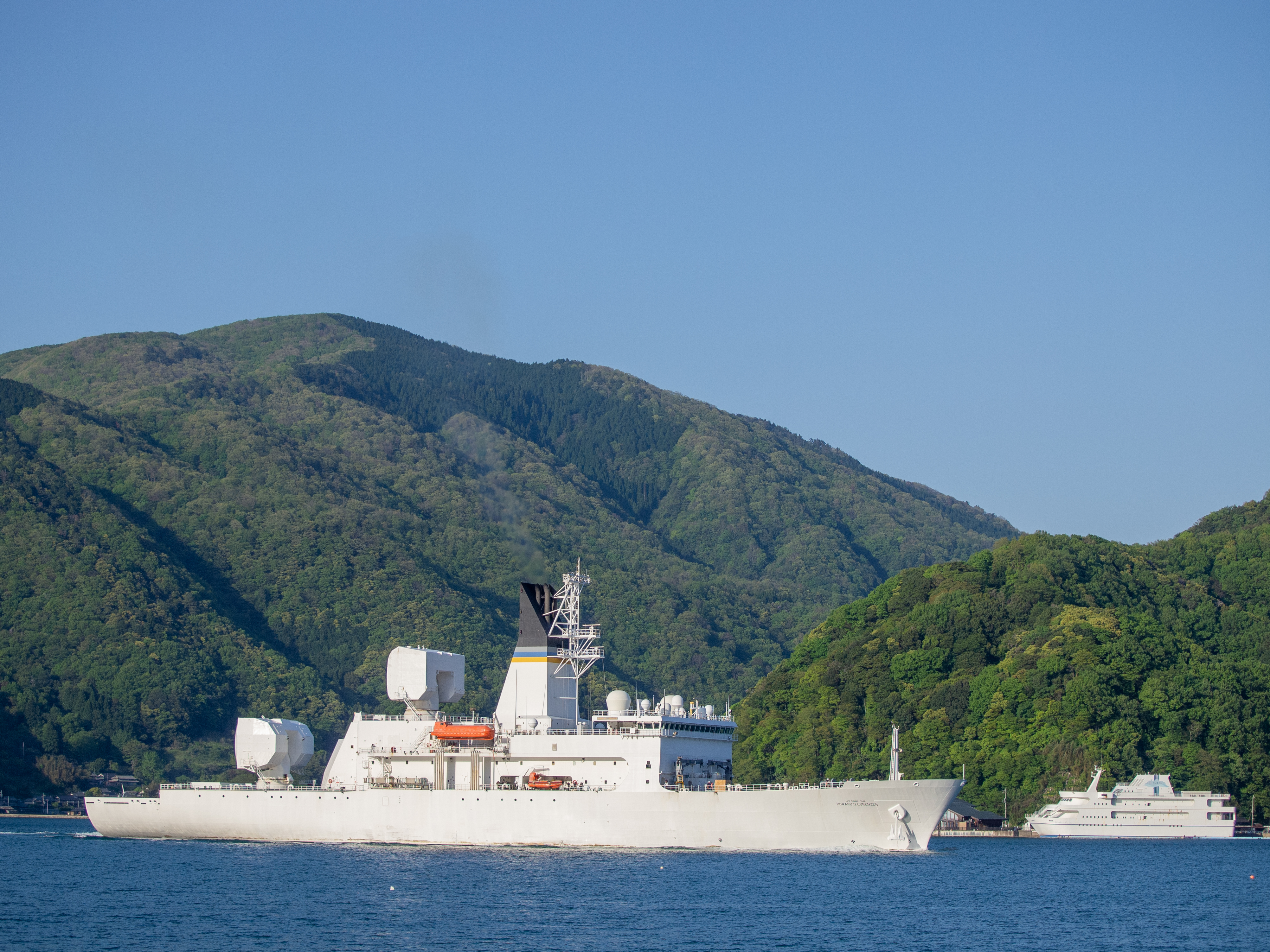
舞鶴港にて。後方の船舶は関西電力の広報施設兼博物館である「エルマールまいづる」（船舶型建造物）。
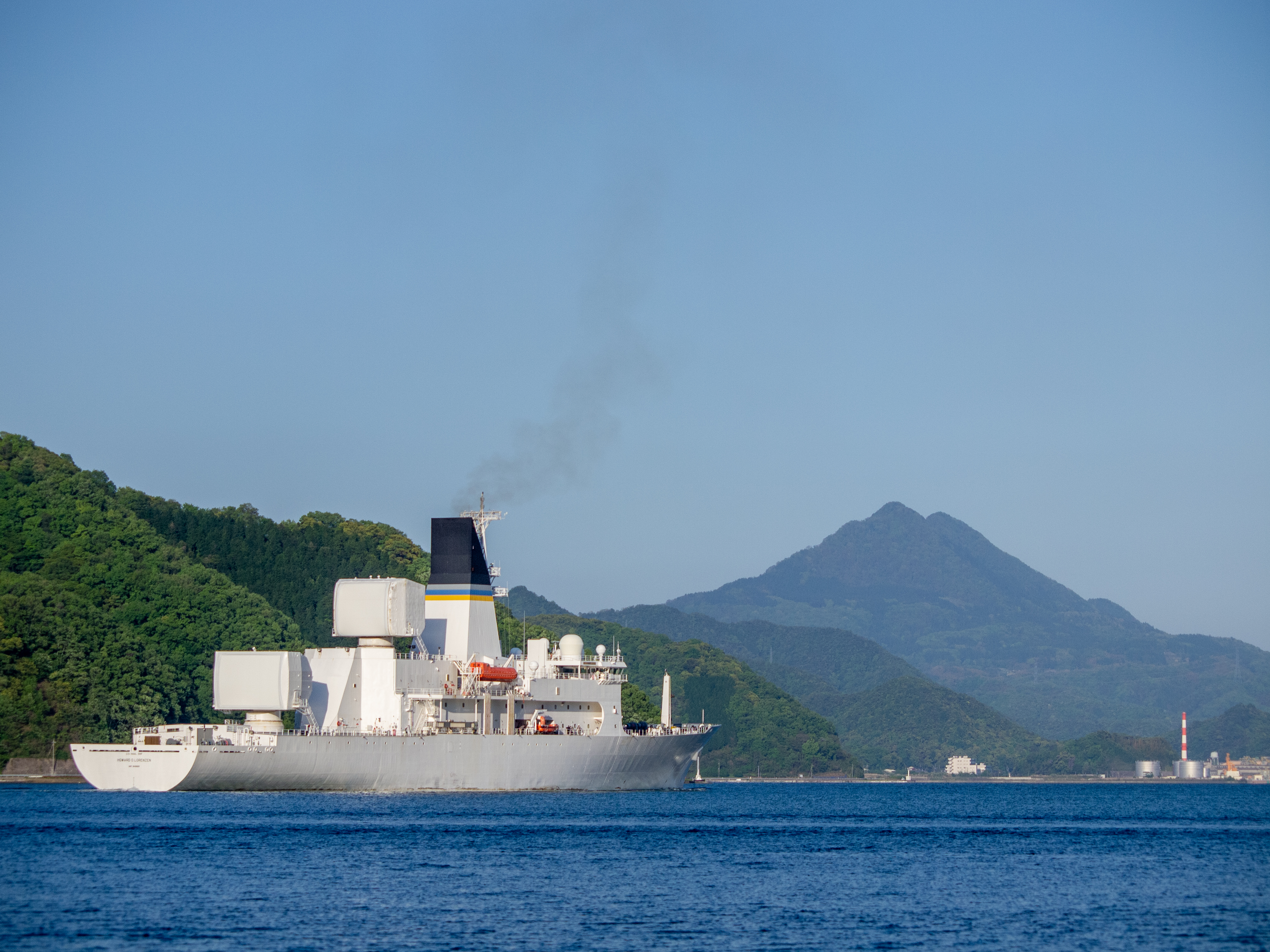
舞鶴港にて。奥の山は「若狭富士」こと青葉山。
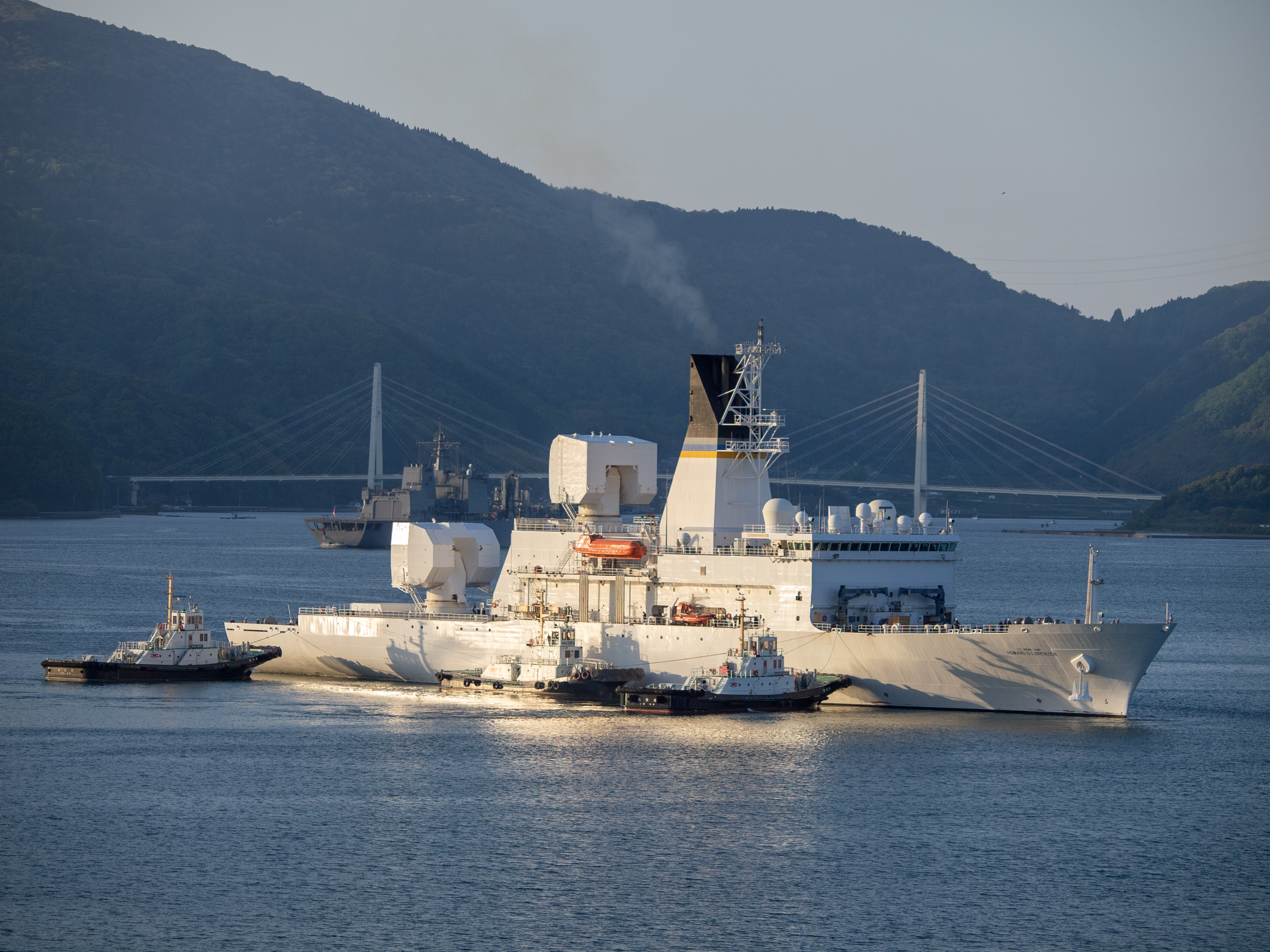
舞鶴港にて。後方の艦艇は海上自衛隊補給艦「ましゅう」（AOE-425）、橋は舞鶴クレインブリッジ。